# Oedipina alleni
Oedipina alleni är en groddjursart som beskrevs av Taylor 1954. Oedipina alleni ingår i släktet Oedipina och familjen lunglösa salamandrar. IUCN kategoriserar arten globalt som livskraftig. Inga underarter finns listade i Catalogue of Life.